# Petr Bartoloměj
Petr Bartoloměj byl chudý mnich a poutník, který doprovázel rytířskou část první křížové výpravy

## Život
V prosinci 1097, během obléhání Antiochie začal mít vize, převážně o svatém Ondřejovi. Petr tvrdil, že mu svatý Ondřej sdělil, kde najít svaté kopí. Ondřej měl Petra instruovat, aby svůj sen vyložil křižáckým velitelům, a aby svaté kopí předal Raimondovi de Saint-Gilles, pokud jej nalezne. Petr však Raimonda ani jiné velitele ihned neinformoval. Od února 1098 začal ztrácet zrak, pravděpodobně v důsledku hladomoru, který řádil v křižáckém ležení, ačkoliv on sám věřil, že jej svatý Ondřej trestá.
Po dobytí Antiochie křižáky začali Petr a Raimond prohledávat katedrálu svatého Petra a rozkopávat její podlahu. Dne 14. června 1098 bylo kopí nalezeno. Petr opět tvrdil, že jej tu noc znovu navštívil svatý Ondřej, který mu měl přikázat, aby se tento den ke cti objevení kopí slavil jako svátek. Mnoho lidí, mezi nimi papežský legát Adhémar z Le Puy, Petra považovalo za šarlatána a jím „objevené“ kopí měli za kus železa. Ale na druhou stranu zbožný hrabě Raimond de Saint-Gilles v jeho pravost skálopevně věřil. Po Adhemarově smrti později roku 1098 Petr prohlašoval, že ho Adhemar navštívil a pravost relikvie mu potvrdil.
Navzdory všem pochybnostem o věrohodnosti kopí i jeho nálezce bylo jeho objevení považováno za dobré znamení, které posílilo morálku křižáckým vojákům, kteří již začínali ztrácet nadšení, když byli ve městě obklíčeni vojsky mosulského atabega Kerbogy. Kopí bylo obdařeno důvěrou obléhaných ve vítězství nad nevěřícími, jak svatý Ondřej sliboval. Nicméně Petrova reputace byla poskvrněna, protože někteří šlechtici mu stále nevěřili. Petr dále tvrdil, že tentokrát se mu zjevil sám Kristus, a ten mu řekl, aby křižákům doporučil táhnout na Jeruzalém bos. Tyto jeho rady byly však z velké části ignorovány.
Petr Bartoloměj byl 8. dubna vyzván, aby znovu dokázal pravost relikvie Svaté kopí, jejíž autorita byla po smrti biskupa Adhémara Le Puy znovu zpochybněna. Petr podstoupil tzv. ordál, kdy měl s kopím a vírou v srdci prostoupit ohněm, a pokud by bylo kopí pravé, jistě by jej ochránilo. Zdá se pravděpodobné, že byl silně popálen, ale stále tvrdil, že vyvázl nezraněn, protože se Kristus měl objevit v ohni a zachránit ho. Ke zraněním pak přišel, když ho hnal dav. V každém případě zemřel 20. dubna 1099.